# Thomas Pernes
Thomas Pernes (* 25. Februar 1956 in Wien; † 26. Februar 2018 ebenda) war ein österreichischer Komponist und Pianist.

## Leben
Thomas Pernes studierte Klavier bei Bruno Seidlhofer und Komposition bei Roman Haubenstock-Ramati. Die Uraufführung des 1. Streichquartetts 1976 im Wiener Konzerthaus markiert den Beginn seiner Karriere in der Neuen Musik. In den kommenden Jahren folgen Aufführungen und Aufträge verschiedener Veranstalter und Institutionen. Anfang der 1980er Jahre begann Thomas Pernes, den Bereich der klassischen Avantgarde zu erweitern, indem er Elemente der Volksmusik und des Jazz in seine Werke integrierte, ebenso wie er auch Elektronik zur Erweiterung der kompositorischen Möglichkeiten einsetzte.
In den 1990er Jahren folgte die Entwicklung einer eigenen, als Klangtheater bezeichneten Musiktheaterform, die als Charakteristikum statt eines Handlungsablaufes die Darstellung humaner Zustände, Gefühle, Assoziationen in einer durch die Musik vorgegebenen Dramaturgie bietet. Er wurde am Wiener Zentralfriedhof bestattet.

## Auszeichnungen
- 1976: Würdigungspreis des Bundeskanzleramts Österreich Kunst und Kultur[2]
- 1991: Förderungspreis der Stadt Wien[4]

## Werke (Auswahl)
| - 1. Streichquartett (1976) - Portrait II (1979) - Concerto (1979/80) - Con Alcune Licenze (1980) - Gesänge für neun Instrumente (1982) - 1. Klaviersonate (1982/83) - Violinkonzert (1983) - Piano solo (1983) - Alpenglühn: Ballettmusik (1983/84) - Sonate für Violoncello solo: … leise verließ am Kreuzweg der Schatten den Fremdling, Georg Trakl (1984/85) - Rückblende: für Chor, großes Orchester, Soli und Zuspielband (1985) - Das Herz: Vertonung nach Gedichten von Wolfgang Bauer (1986) - Klangtheater (1987/88) - The End of the World News: Oper nach Anthony Burgess (1989) - 3. Streichquartett (1990) - 2. Klangtheater: Breakaway (1991/92) | - Innocent III (1992) - Songs of an Imaginary Voice (1992) - 4. Streichquartett: … diese zerbrochene Zeit (1993/94) - Perikato / Blackbox I und II: Konzept und Gruppenprojekt mit Karl Ritter (1994/95/98) - Sonnwende (1995) - Alpenglühn II (1995) - Revolution Nr. 10: Radio-Experience (1996) - 3. Klangtheater: Das Bild (1997) - Der Hirt auf dem Felsen: Orchesterfassung der Konzertarie von Franz Schubert (2002) - Sea of Rains: Radio-Experience (2002) - 4. Klangtheater: Das Fenster zum Paradies (2003/04) - Perndorff: Gruppenprojekt mit Andy Manndorff (2003/04) - Zauberflöte 06: Oper in 3 Teilen (2004/05) - HELIOS: für Streichorchester (2005) - Aus der Fremde: Musiktheater nach Ernst Jandl (2007/08) |

## Diskografie
| - 1. Streichquartett (CD+LP, Pro Viva 1977) - Piano solo (LP, Teepee 1983) - Violinkonzert (LP, ORF 1983) - Linz-Musik (LP, Teepee 1984) - Alpenglühn (LP, Amadeo 1984) - Zur Eröffnung (7", Extrasingle 1986) - Klangtheater (CD, Amadeo 1988) - 2. Klangtheater: Breakaway (CD, Teepee 1992) - Sonnwende (CD, Teepee 1995) | - Perikato Blackbox I (CD, Blackbox 1995) - Für … Bei … Mit … (CD, ORF 1997) - Perikato Blackbox I und II (CD, Teepee 1998) - Perndorff (CD, NotTwo 2004) - 4. Klangtheater: Das Fenster zum Paradies (DVD, Extraplatte 2004) - Sonnwende – Alpenglühn (CD, Extraplatte 2006) - Zauberflöte 06 (CD, Extraplatte 2006) - Streichquartette (CD, Brucknerhaus 2007) |